# Sabelpoot
La poule Sabelpoot est une poule naine d'ornement originaire des Pays-Bas. C'est une race assez commune.
Également appelée la bantam bottée, son nom néerlandais Sabelpoot signifie « bottes de vautour » car ses pattes sont emplumées. 

## Caractéristiques
Les mâles pèsent généralement environ 850 grammes et les femelles 750 grammes. Les normes américaines dictent une plus petite taille idéale de 740 grammes pour les mâles et 625  pour les femelles.
Les Sabelpoot sont des oiseaux angulaires au plumage abondant. Ils ont un dos large, une poitrine portant bien en avant, et des ailes relativement grandes et descendantes suivant la ligne des jarrets de vautour. Cependant, elles n'atteignent pas le sol. Les Sabelpoot ont une seule crête à cinq points, un bec couleur corne, des barbillons rouges et des oreillons rouges. 
Presque exclusivement élevées par des amateurs de volailles, les Sabelpoot ont plus d'une vingtaine de variétés de couleurs. Les couleurs acceptées dans les expositions incluent: Blanc, bleu liseré, fauve, gris perle, noir, rouge, barré, porcelaine doré, porcelaine citronné, porcelaine argenté, porcelaine isabelle, porcelaine bleu doré, saumon argenté, saumon argenté à épaules rouges,  saumon doré, saumon bleu doré, saumon doré clair, saumon coucou doré, saumon blanc doré, bleu caillouté blanc, porcelaine blanc doré, porcelaine blanc rouge, gris perle caillouté blanc, noir caillouté blanc, noir à camail argenté et poitrine liserée, noir à camail doré et poitrine liserée, blanc herminé noir, fauve herminé noir.
Longtemps conservés comme animaux de compagnie, les Sabelpoot sont habituellement amicaux et calmes. Ils sont de bons picoreurs, et on dit qu'ils font moins de dégâts aux plantes de jardin en raison de leurs pieds fortement emplumés. Cependant, la plupart des éleveurs gardent leurs Sabelpoot confinés et sur un terrain sec afin de ne pas abîmer les plumes des pattes. Les poules sont de bonnes couveuses et font de très petits œufs blancs ou colorés. Leur production d’œufs est respectable pour des poules naines, surtout en été.

## Histoire
La Sabelpoot a été utilisée pour sélectionner le barbu d'Uccle. Les différences les plus significatives dans la conformation entre les deux sont la barbe de plumes d'Uccle et la plus grande hauteur de la Sabelpoot. Certaines sources affirment que les deux races partagent un point d'origine singulier, avec un éleveur belge vers le début du XXe siècle. D'autres sources indiquent une présence clairement documentée aux Pays-Bas depuis le XVIe siècle. Quelle que soit leur relation exacte, le Sabelpoot et le Barbu d'Uccle ne sont que deux d'une poignée de races de poulet possédant des jarrets de vautour.
Populaire en Europe depuis des centaines d'années, la Sabelpoot a été importée en Amérique du Nord en provenance d'Allemagne à la fin du XIXe siècle. Elle a été officiellement reconnue par l'American Poultry Association en 1879. Elle est également reconnue par l'American Bantam Association et est classée dans le groupe « pattes emplumées ».

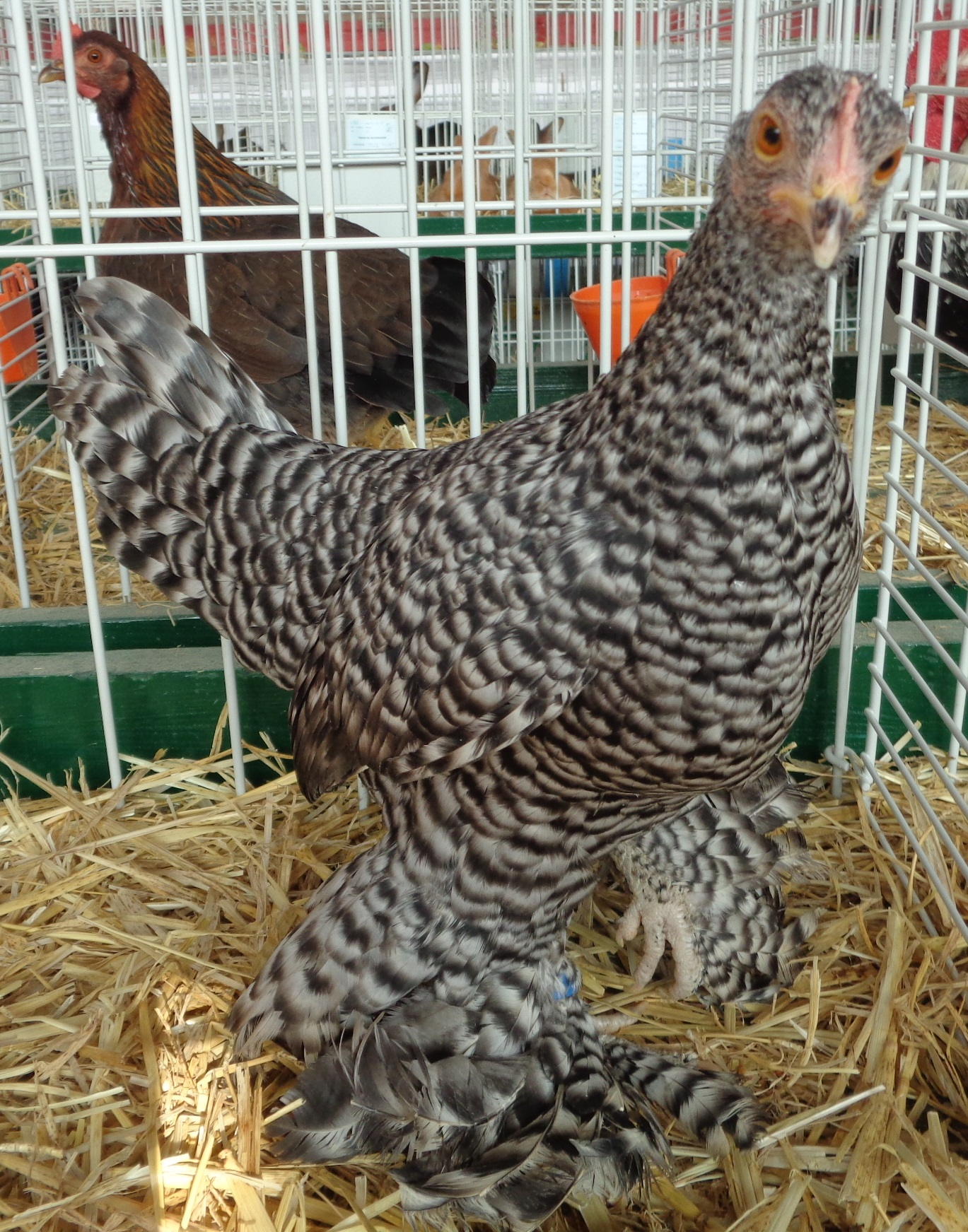
Poule barré
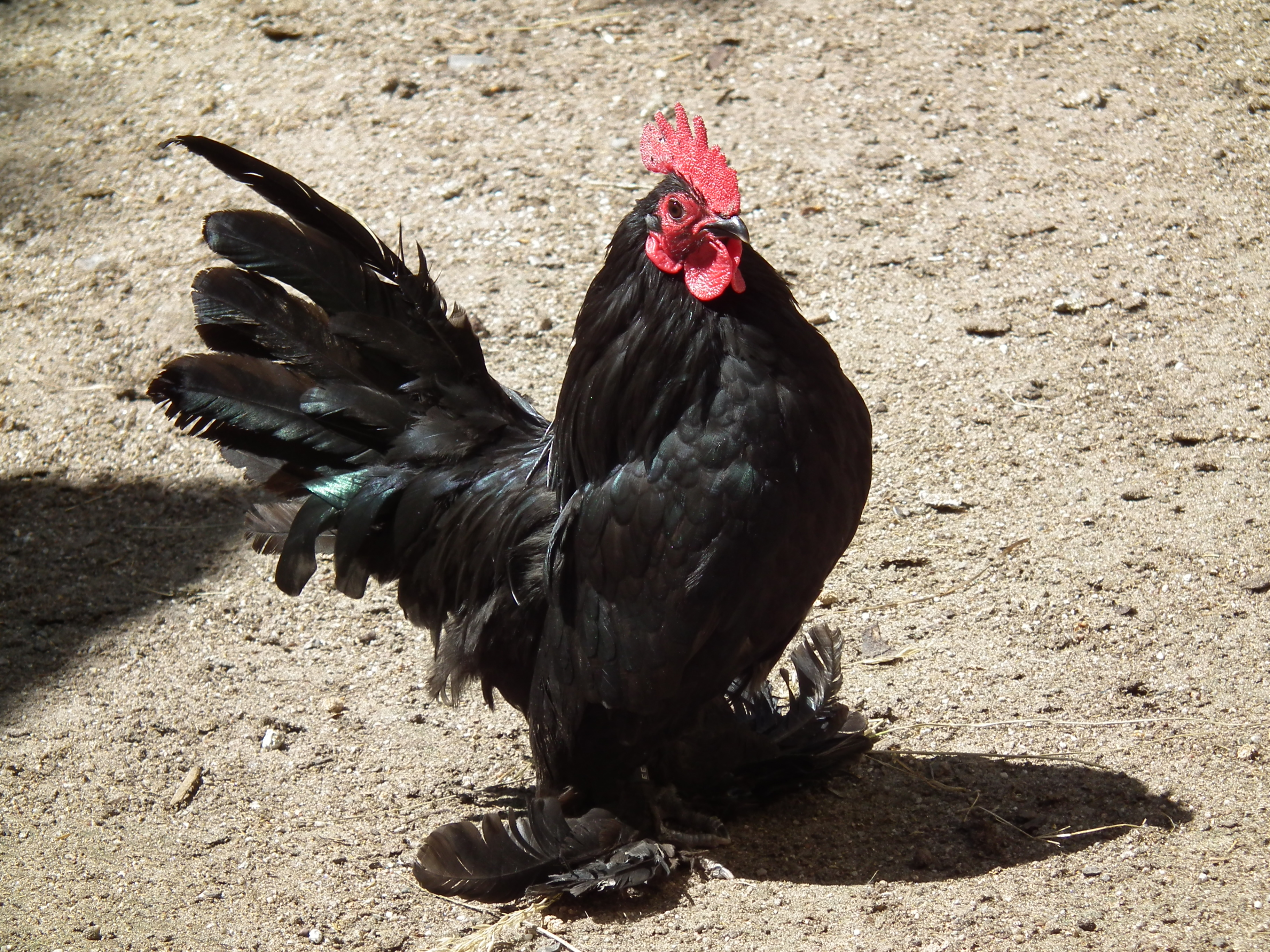
Coq noir
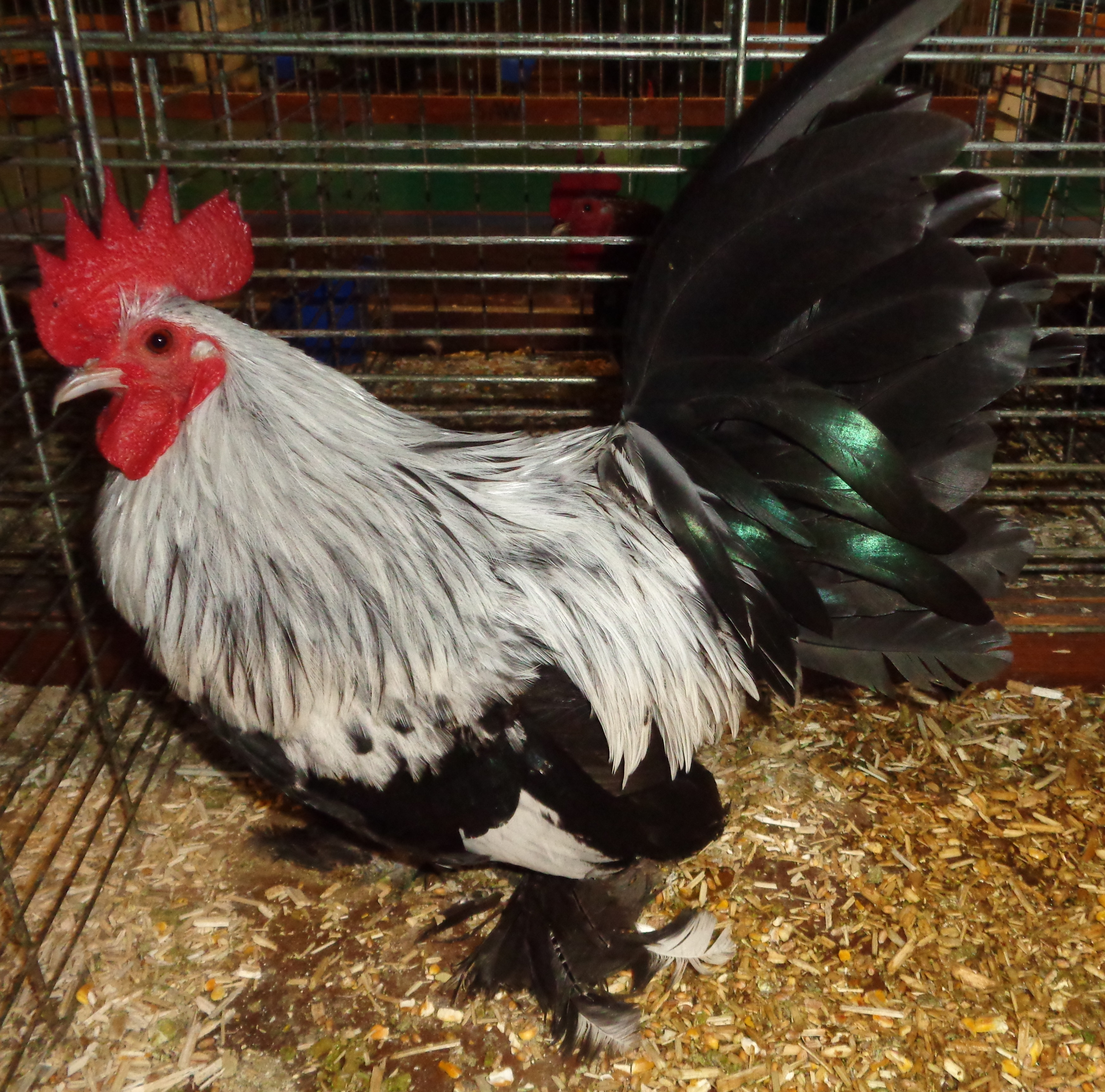
Coq saumon argenté
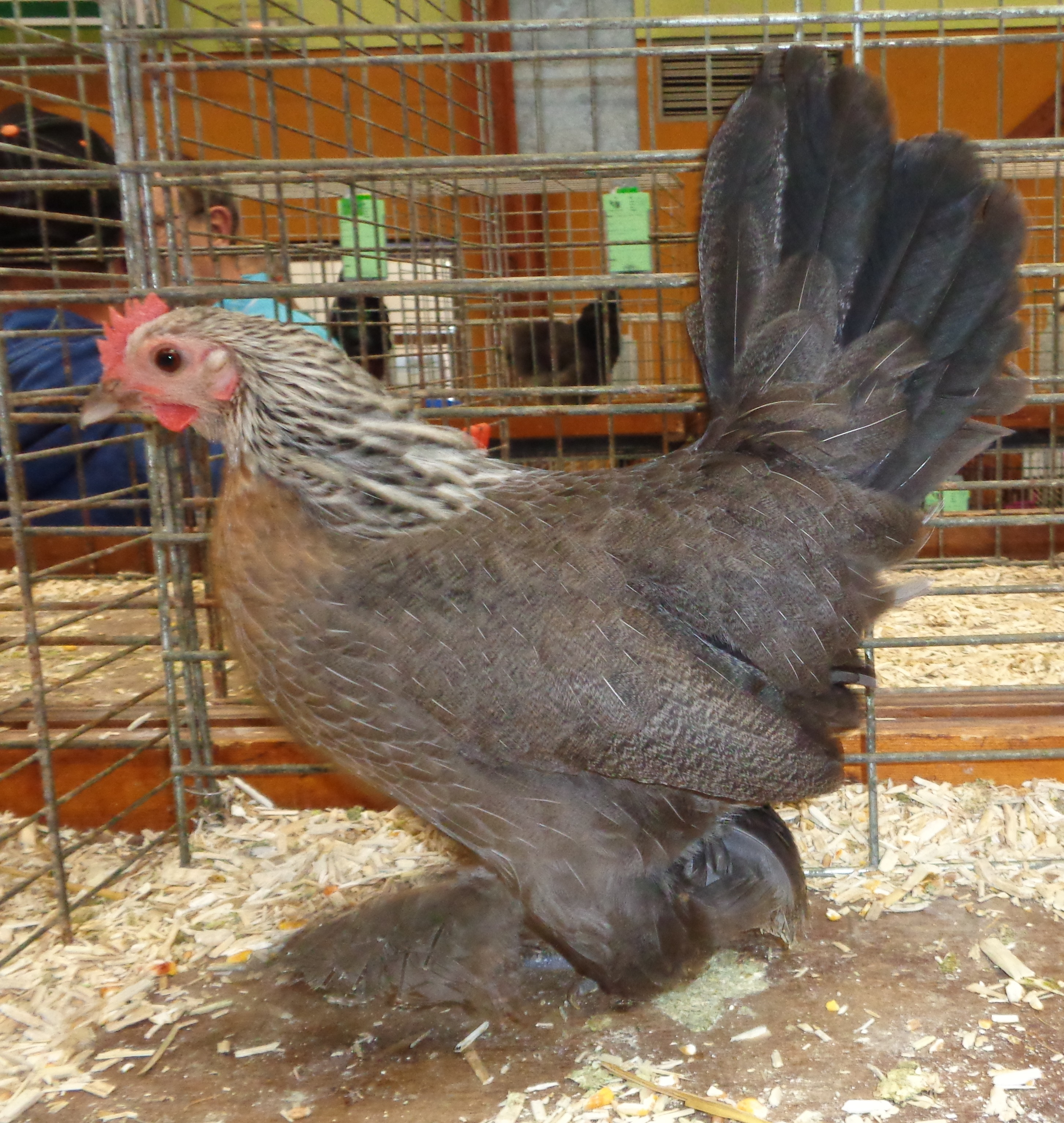
Poule saumon argenté
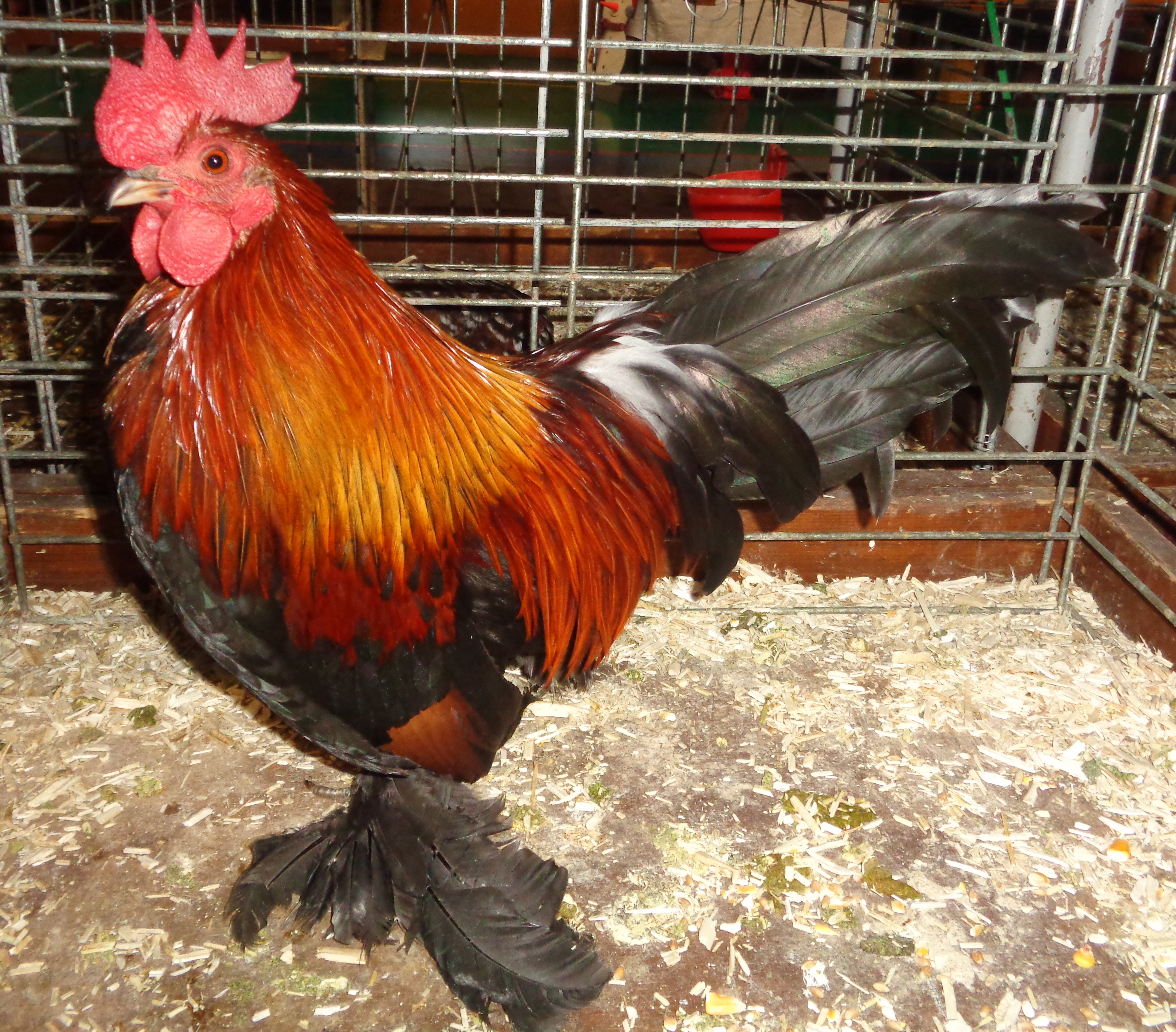
Coq saumon doré
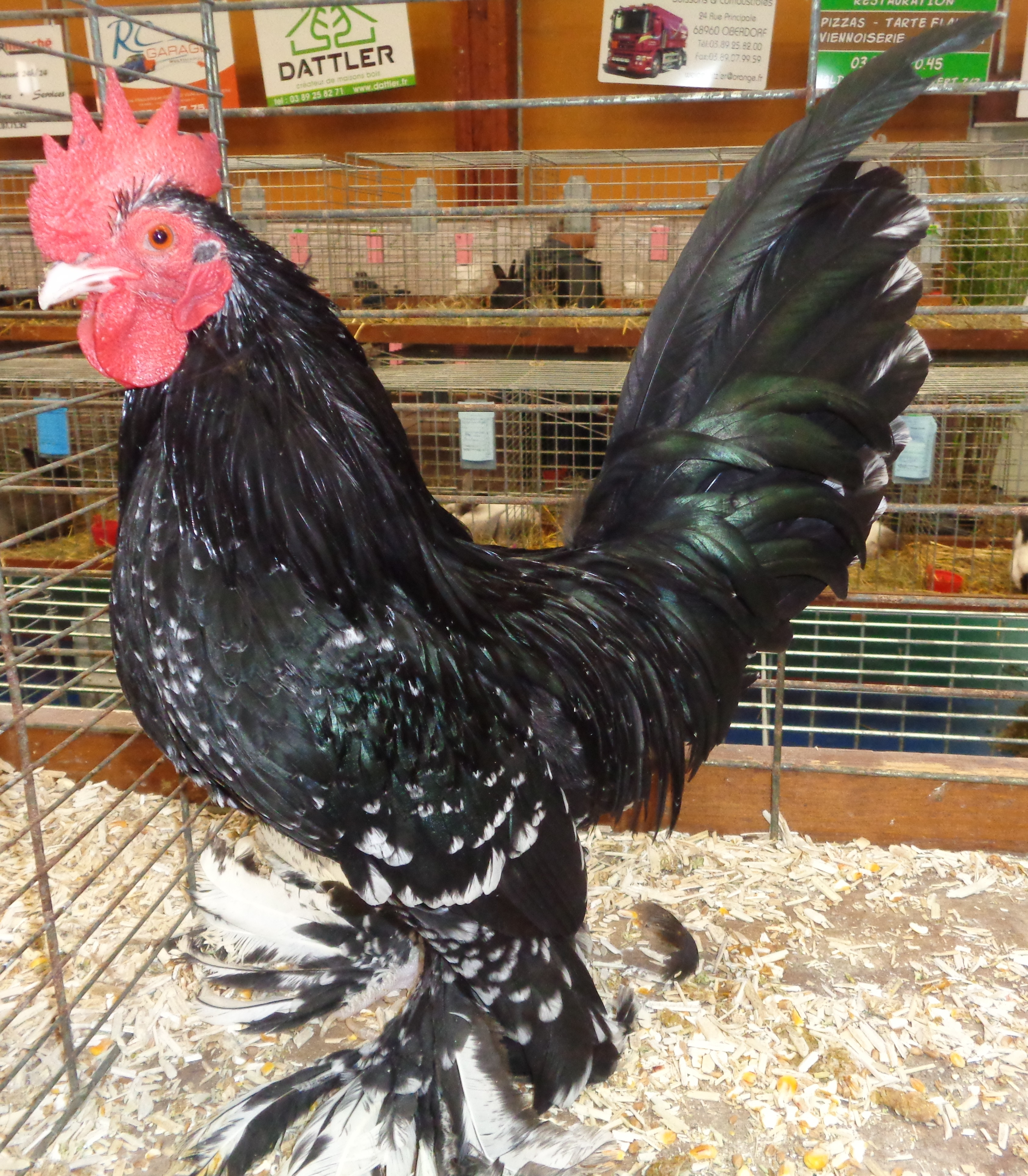
Coq noir caillouté blanc
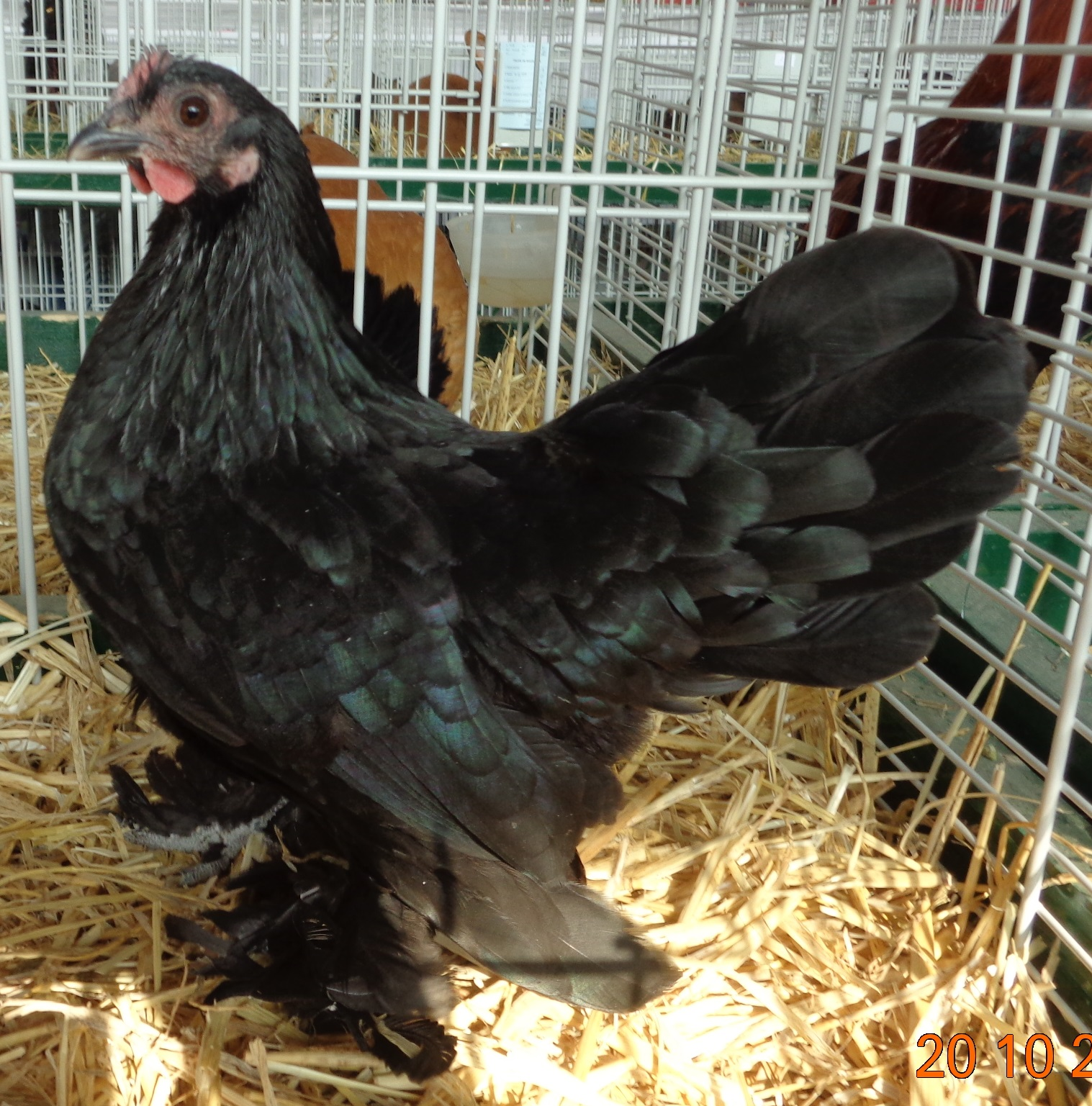
Poule noir
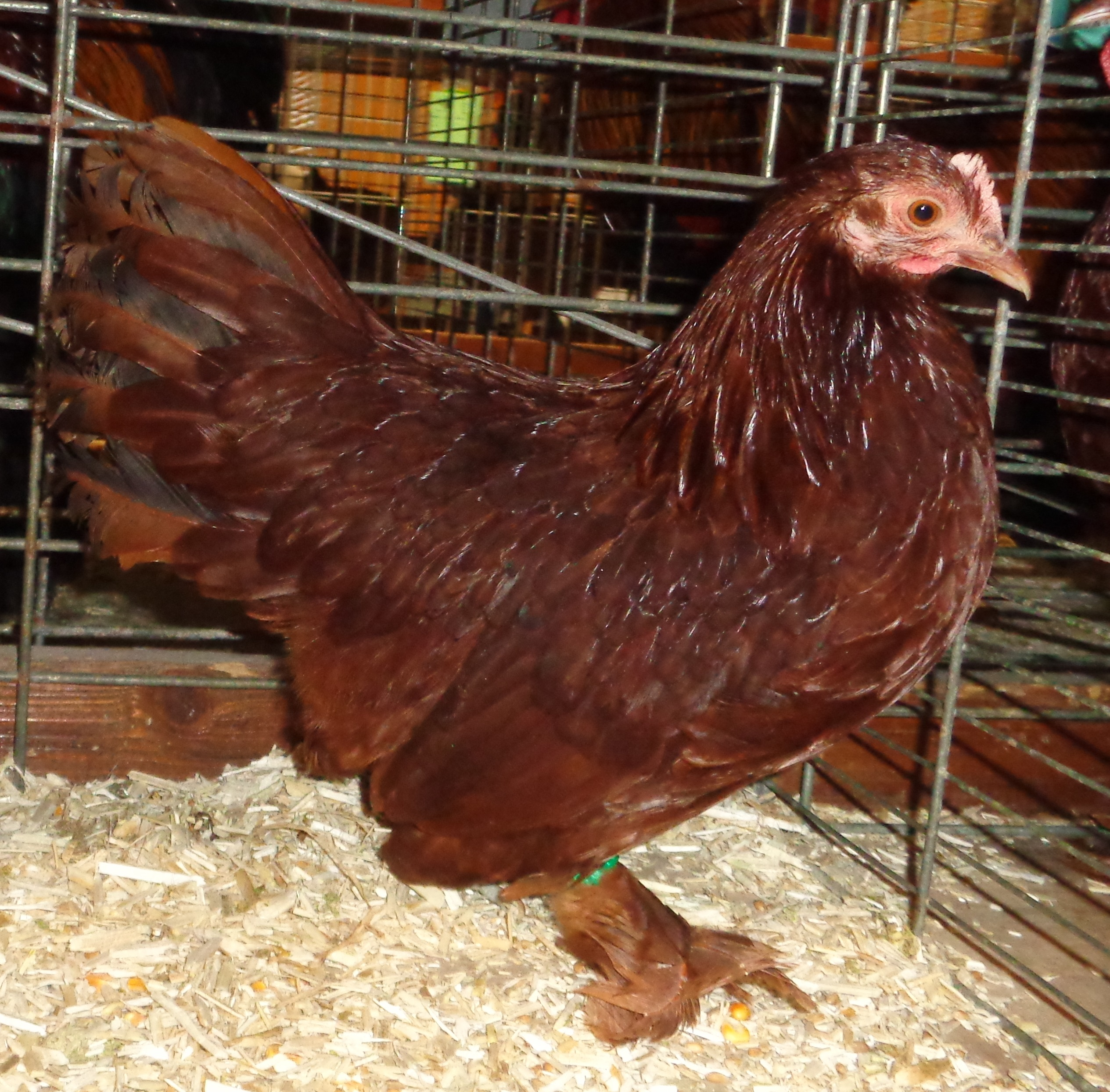
Poule rouge
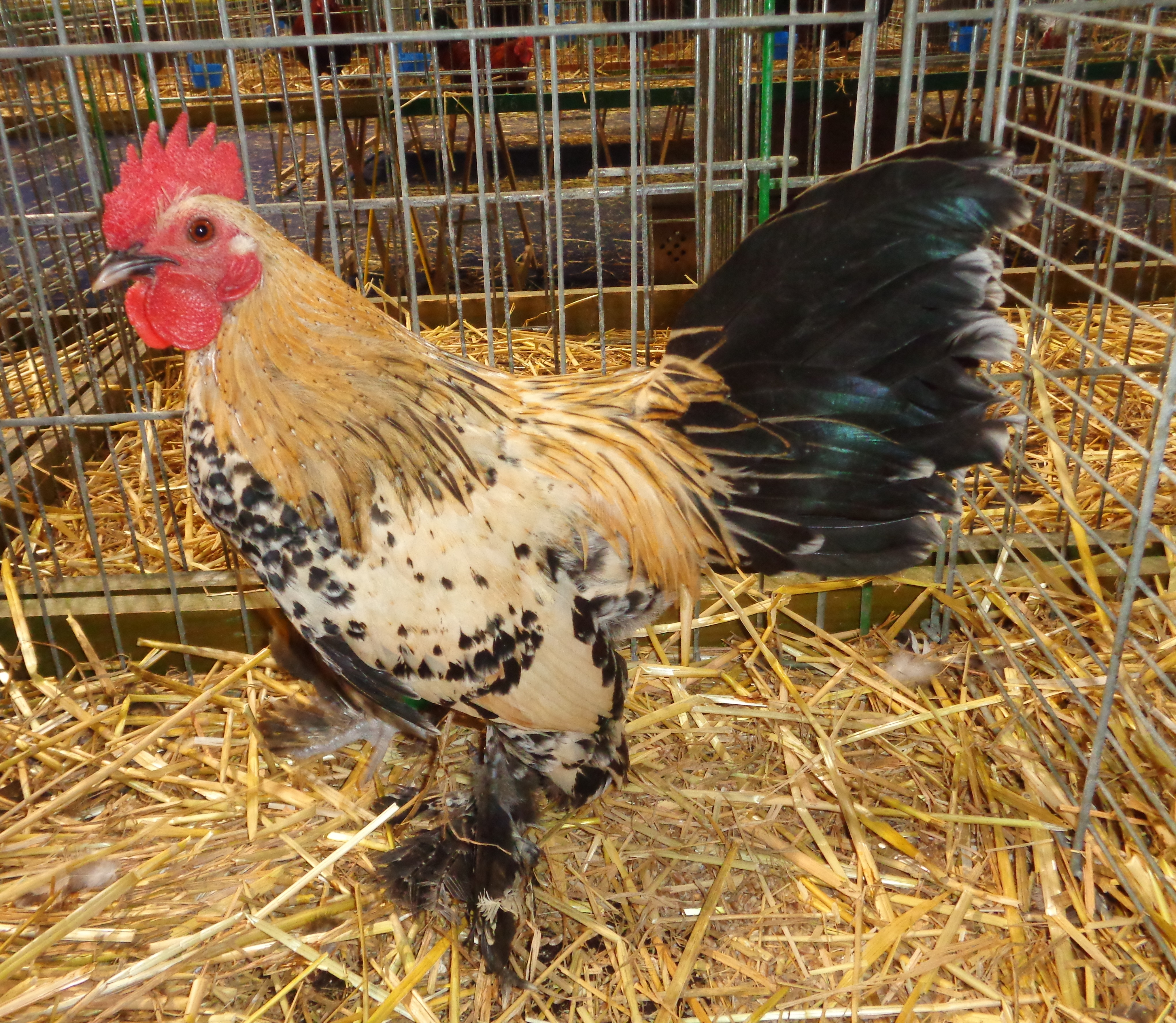
Coq porcelaine citronné
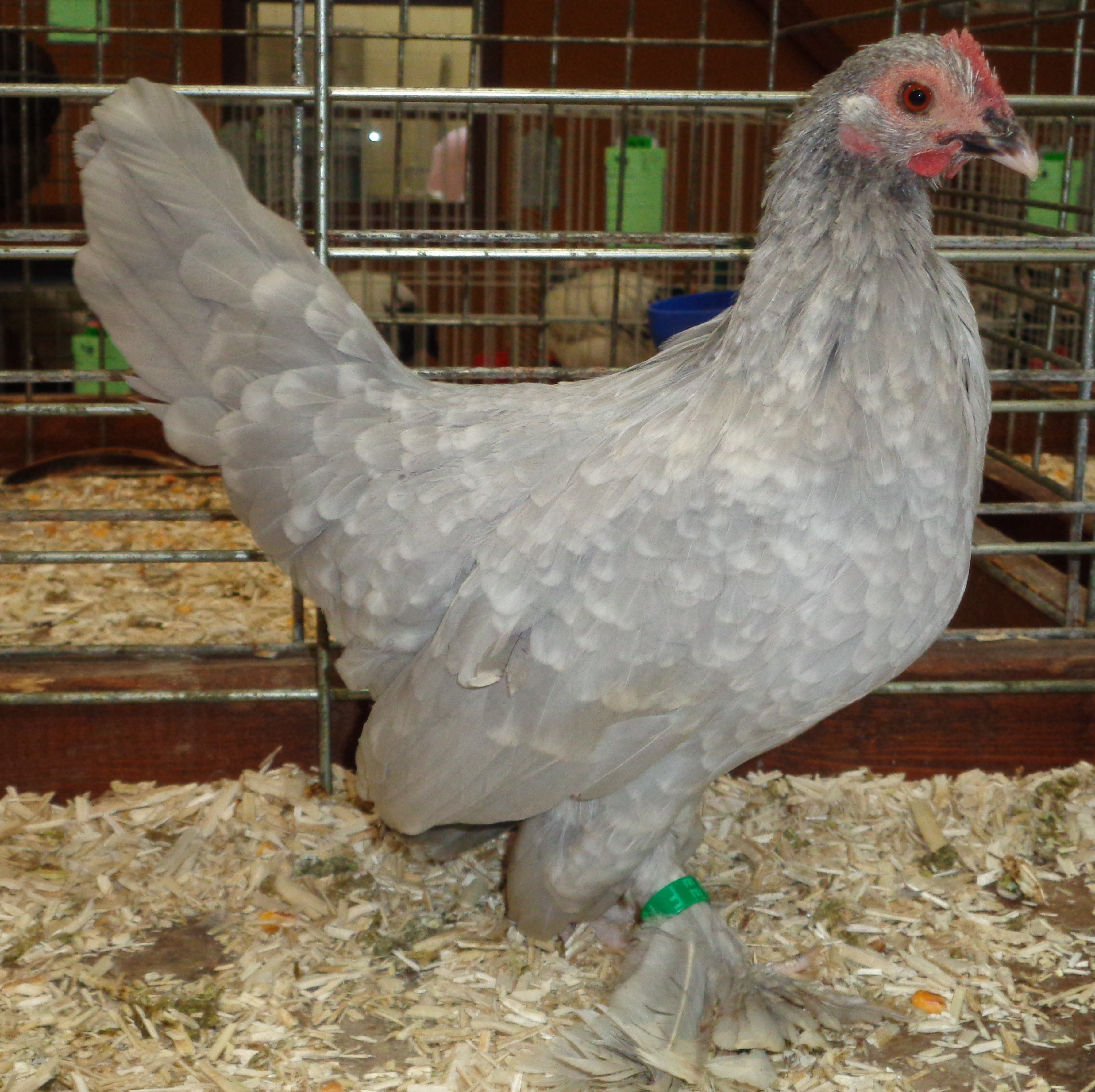
Poule gris perle caillouté blanc
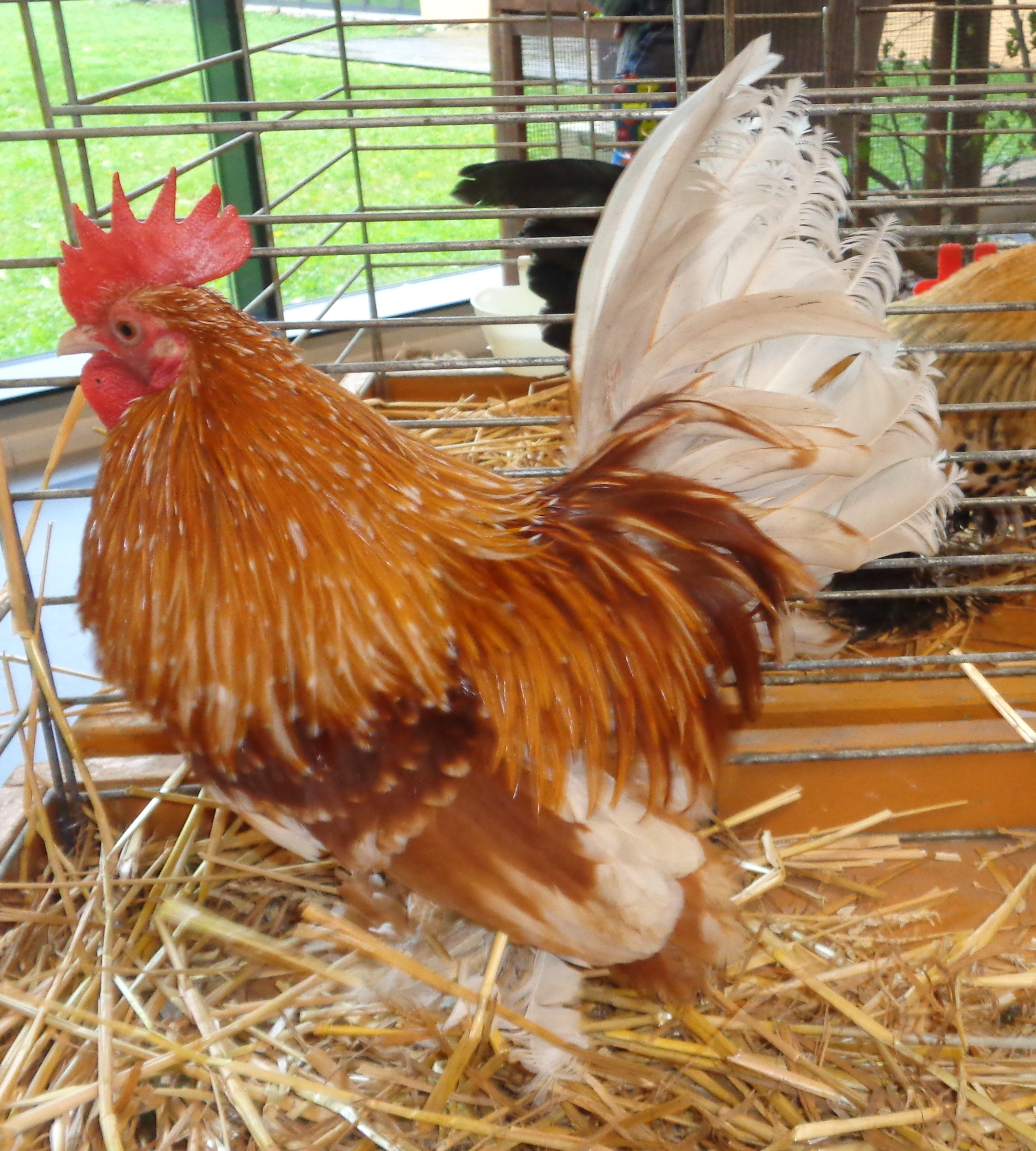
Coq porcelaine blanc doré (fauve caillouté blanc)